# Benutzernahe Komponente
Eine Benutzernahe Komponente, kurz BNK, ist in der Automatisierungstechnik eine Komponente eines Prozessleitsystems. Sie dient der Visualisierung von Daten der Prozessebene, die von prozessnahe Komponenten (PNK) erfasst werden, und zur übergeordneten Bedienung der prozessnahen Komponenten. Beispiele sind die Anzeige der Werte eines Regelkreises und die Veränderung der Regelparameter.
Alternative Bezeichnungen für die BNK sind Bedien- und Beobachterkomponente (BKK), Anzeige- und Bedienkomponente (ABK) oder Bedien- und Beobachtungsstation (BUB).
Die Benutzernahe Komponenten sind zumeist in einem Leitstand zusammengefasst. Als Hardware kommen Standard-Komponenten zum Einsatz, beispielsweise PCs oder Workstations. Als Software kommen SCADA und OPC-Server zum Einsatz.
Die Kommunikation zwischen BNK und der PNK erfolgt üblicherweise über Feldbussysteme; gängig sind hierbei Modbus, 3964R, Profibus und Industrial Ethernet.